# Jacek Kaczmarski

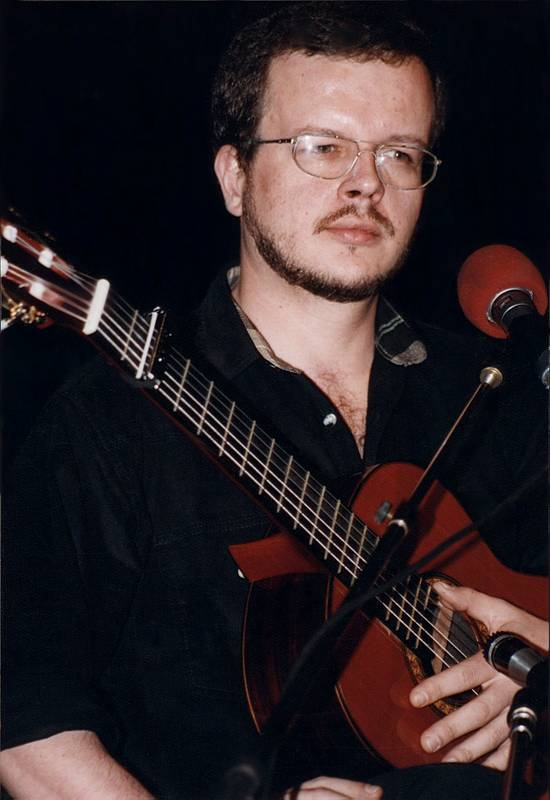
Jacek Kaczmarski (1992)

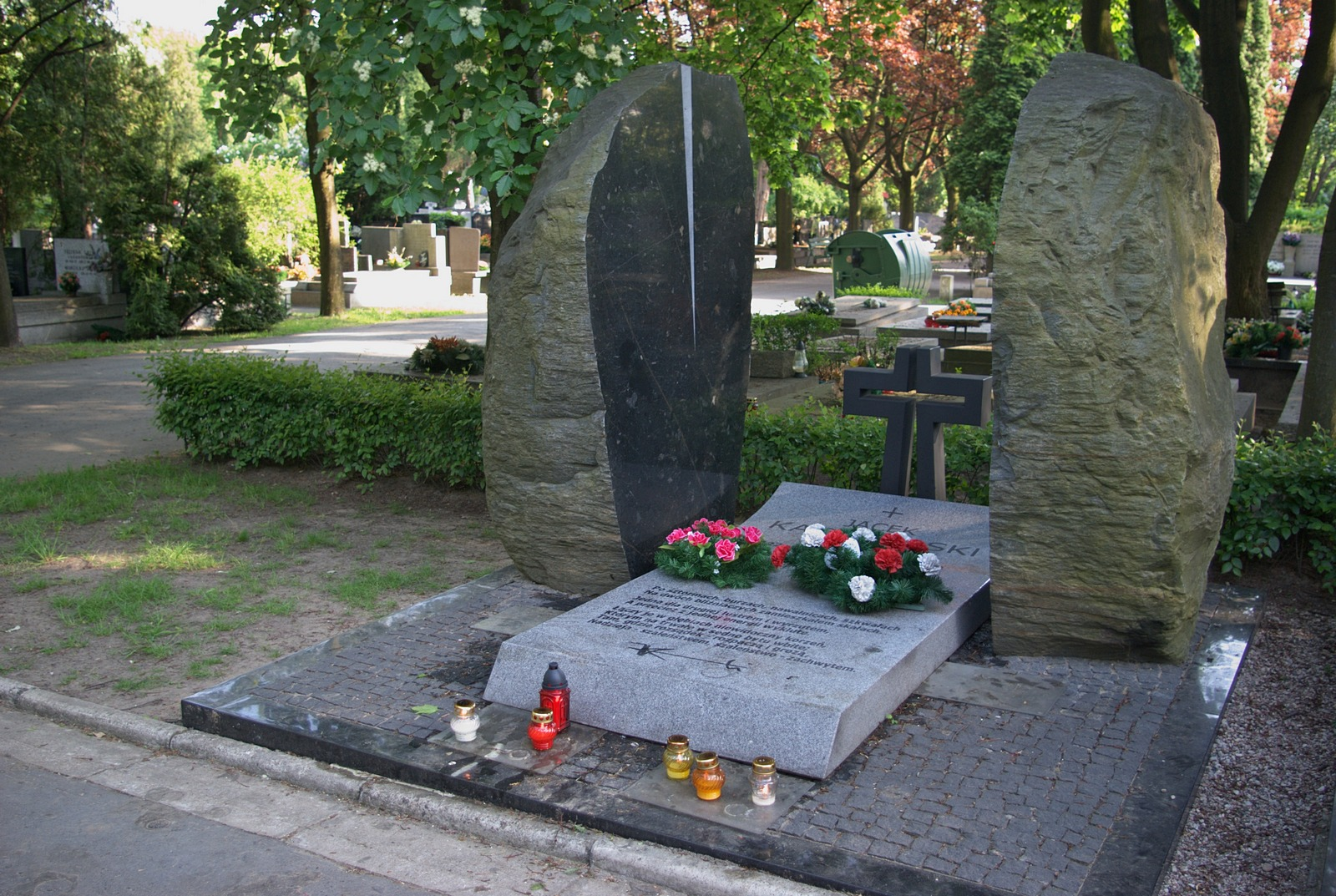
Kaczmarskis Grab in Warschau

Jacek Marcin Kaczmarski (* 22. März 1957 in Warschau; † 10. April 2004 in Danzig) war ein polnischer Sänger, Dichter und Schriftsteller.

## Leben
Kaczmarski wurde wegen seines Bekenntnisses zum Kampf gegen die kommunistische Unterdrückung in Polen als „Barde der Solidarność“ bezeichnet. Seine Protestlieder kritisierten das Regime und appellierten an die Tradition des patriotischen Widerstands des polnischen Volkes. Seine größte Popularität verdankt er seinen sozialkritischen und politischen Liedern, etwa Mury (Mauern), eine Adaption des emblematischen Protestliedes L'estaca des Katalanen Lluís Llach, oder aber Obława (Treibjagd).
Seinen ersten Auftritt hatte Kaczmarski 1977 auf dem Studentischen Liederfestival in Krakau, wo er für seinen Titel Obława (Treibjagd) den ersten Preis bekam. 1979 gründete er gemeinsam mit Przemysław Gintrowski und Zbigniew Łapiński ein Liedermachertrio. 1980 gewann er den zweiten Preis auf dem Festival des Polnischen Liedes in Oppeln für Epitafium dla Włodzimierza Wysockiego (Epitaph für Wladimir Wyssozki). Nach der Ausrufung des Kriegsrechts 1981 entschied sich Kaczmarski zu emigrieren, weshalb sich das Trio auflöste. Seit 1984 war er als Redakteur und Journalist bei Radio Free Europe in München tätig und hatte eine eigene Sendung namens A Quarter with Jacek Kaczmarski.
Nach dem Ende des kommunistischen Regimes in Polen kehrte er 1989 zurück und tourte zusammen mit seinem Freund Zbigniew Łapiński durchs ganze Land. Die Konzerte jener Tour wurde aufgenommen und veröffentlicht (Live). Das Album erlangte den Status der Platin-Schallplatte. Darüber hinaus erhielt er für drei weitere Alben und ein Videoalbum noch drei Goldene und zwei Platin-Schallplatten. Andere Alben tragen die Titel Mury (Mauern), Nasza klasa (Unsere Klasse), Raj (Paradies), Muzeum (Museum), Pochwała Łotrowstwa und Wojna Postu z Karnawałem (Der Kampf zwischen Karneval und Fasten). Kaczmarskis Bekanntheit speiste sich nicht nur aus seinen politisch engagierten Texten, sondern auch aus seinem charakteristischen – sehr dynamischen, gar aggressiv anmutenden – Gitarrenspiel sowie seinen ausdrucks- und kraftvollen Auftritten. Kaczmarski trat in sehr unterschiedlichen Kontexten auf: in kleinem Freundeszirkel genauso wie in großen Konzertsälen in Europa und Amerika.
1995 siedelte Kaczmarski mit seiner Familie nach Australien über, besuchte jedoch Polen weiterhin regelmäßig für Konzerte und zwecks Vermarktung seiner Alben. Im März 2002 wurde bei ihm Speiseröhrenkrebs diagnostiziert. Da er sich in Australien die notwendige medizinische Behandlung nicht leisten konnte, kehrte er nach Polen zurück, wo seine Fans eine nationale Spendenaktion organisierten. Jacek Kaczmarski verstarb am 10. April 2004 in einem Krankenhaus in Danzig im Alter von 47 Jahren.
Die Schauspielerin und Sängerin Patrycja Volny ist seine Tochter.